# Fédération équestre internationale
 (novembre 2017).
Pour les articles homonymes, voir FEI.

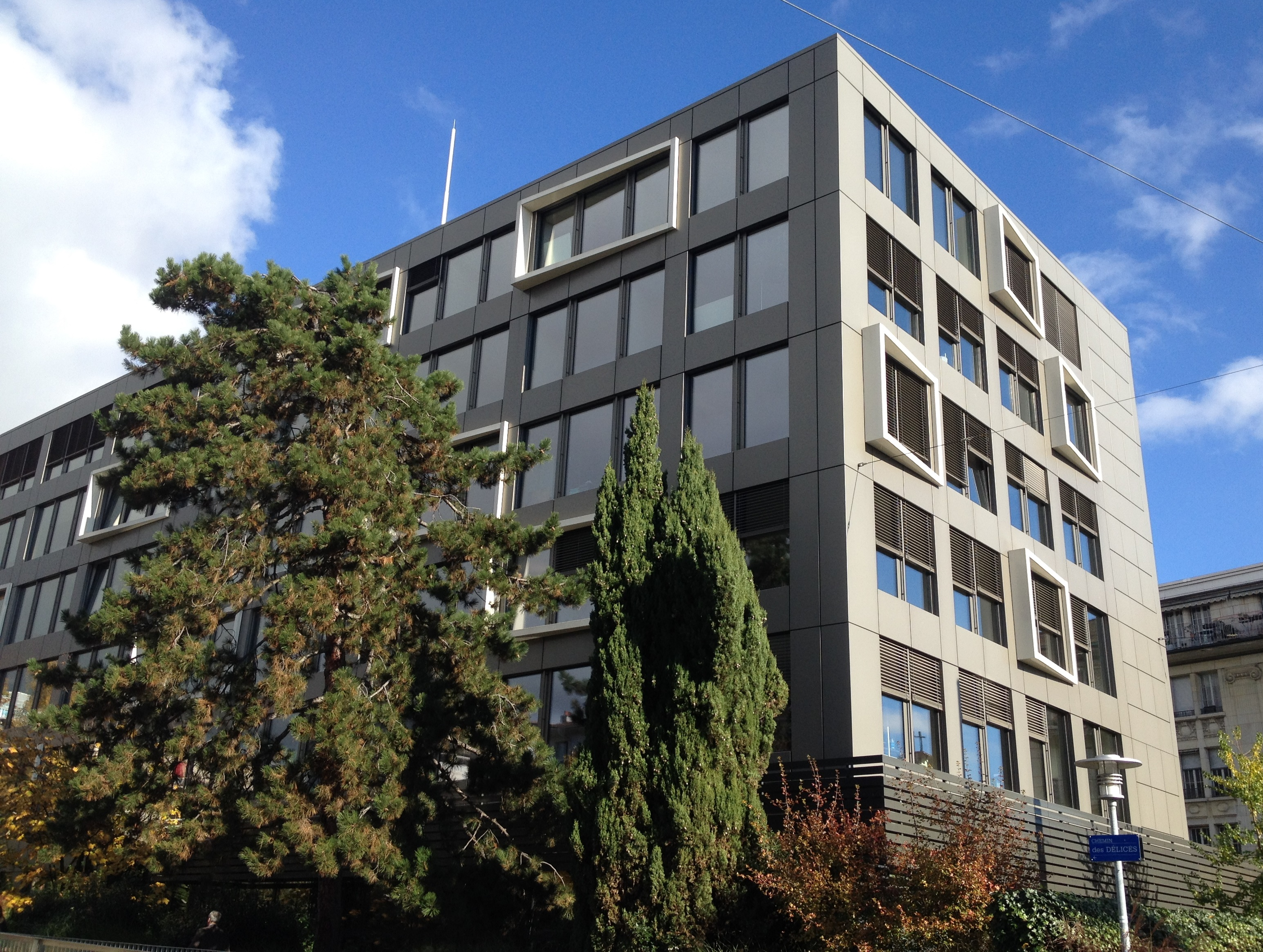
Le siège de la FEI à Lausanne en Suisse

La Fédération équestre internationale (FEI), créée en 1921, est l'organisme dirigeant des sports équestres au niveau international. Depuis décembre 2014, le président est le Belge Ingmar de Vos.

## Généralités
La FEI est fondée sur le principe d'égalité et de respect mutuel entre les 136 fédérations nationales affiliées, sans préjudice de race, de religion ou de politique interne.
La FEI, reconnue par le Comité international olympique (CIO), est l'unique autorité pour les concours internationaux de dressage, de saut d'obstacles, concours complet, attelage, endurance, voltige, para-dressage et para-attelage. Elle établit les règlements et approuve les programmes équestres pour les championnats, les jeux régionaux et les Jeux olympiques.
L'équitation figure au programme olympique depuis 1912 avec trois disciplines : le saut d'obstacles, le dressage, le concours complet.

## Protection du cheval
Considérant que l'équitation est le seul sport à allier deux athlètes, cheval et cavalier, dont le succès dépend de la relation de confiance et de respect qui s'établit entre eux, la FEI se préoccupe du respect et du bien-être du cheval.
L'article I de son Code de Conduite, ratifié en 1991, mis à jour en 2003 dispose que « le bien-être des chevaux prédomine sur toutes les autres exigences, à tous les stades de leur préparation et de leur entraînement ».

## Pays membres
Les fédérations sont partagées en 9 groupes
1. Groupe I : Europe du Sud-Ouest (inclus la Turquie)
2. Groupe II : Europe du Nord-Ouest
3. Groupe III : Europe de l'Est et centrale, Asie centrale (inclus la Russie)
4. Groupe IV : Amérique du Nord (inclus certains pays des Antilles comme Haïti et la Jamaïque)
5. Groupe V : Amérique centrale (inclus le Venezuela et la Colombie)
6. Groupe VI : Amérique du Sud
7. Groupe VII : Afrique du Nord et Moyen-Orient
8. Groupe VIII : Asie du Sud-Est et Océanie
9. Groupe IX : Afrique

En 2020, 136 pays sont affiliés :
| Pays                             | Fédération nationale                                                                          | Groupe      | Nombre de cavaliers en 2018 | Nombre de chevaux en 2018 | Date d'adhésion |
| -------------------------------- | --------------------------------------------------------------------------------------------- | ----------- | --------------------------- | ------------------------- | --------------- |
| Albanie                          | Albanian Equestrian Sports Federation                                                         | Groupe I    | 7                           | 0                         | 2007            |
| Algérie                          | Fédération équestre algérienne                                                                | Groupe VII  | 40                          | 67                        | 1963            |
| Andorre                          | Federació Andorrana d'Hípica                                                                  | Groupe I    | 2                           | 1                         | 1998            |
| Angola                           | Federação Equestre de Angola                                                                  | Groupe IX   | 1                           | 0                         | 2014            |
| Antigua-et-Barbuda               | Antigua & Barbuda Horse Society                                                               | Groupe IV   | 0                           | 0                         | 1997            |
| Argentine                        | Federación Ecuestre Argentina                                                                 | Groupe VI   | 452                         | 633                       | 1928            |
| Arménie                          | Equestrian Federation of Armenia                                                              | Groupe III  | 1                           | 0                         | 2000            |
| Australie                        | Equestrian Australia                                                                          | Groupe VIII | 827                         | 1060                      | 1951            |
| Autriche                         | Öesterreichischer Pferdesportverband                                                          | Groupe I    | 801                         | 1259                      | 1928            |
| Azerbaïdjan                      | Equestrian Federation of Azerbaijan                                                           | Groupe III  | 8                           | 24                        | 1997            |
| Barbade                          | Barbados Equestrian Association                                                               | Groupe IV   | 7                           | 6                         | 1994            |
| Belgique                         | Fédération royale belge des sports équestres                                                  | Groupe I    | 1375                        | 4965                      | 1921            |
| Bermudes                         | Bermuda Equestrian Federation                                                                 | Groupe IV   | 11                          | 22                        | 1976            |
| Bosnie-Herzégovine               | Association of Equestrian Organisations of Bosnia And Herzegovina                             | Groupe I    | 1                           | 2                         | 2015            |
| Biélorussie                      | Equestrian Federation of Belarus                                                              | Groupe III  | 85                          | 103                       | 1993            |
| Bolivie                          | Federación Boliviana de Deportes Ecuestres                                                    | Groupe VI   | 28                          | 14                        | 1959            |
| Botswana                         | The Horse Society of Botswana                                                                 | Groupe IX   | 1                           | 0                         | 1993            |
| Brésil                           | Confederação Brasileira de Hipismo                                                            | Groupe VI   | 450                         | 407                       | 1935            |
| Bahreïn                          | Bahrain Royal Equestrian & Endurance Federation                                               | Groupe VII  | 123                         | 266                       | 1985            |
| Brunei                           | Brunei Equine Association                                                                     | Groupe VIII | 1                           | 1                         | 2001            |
| Bulgarie                         | Bulgarian Equestrian Federation                                                               | Groupe I    | 125                         | 189                       | 1928            |
| Cambodge                         | Cambodian Equestrian Federation                                                               | Groupe VIII | 12                          | 0                         | 2007            |
| Canada                           | Equestrian Canada Equestre                                                                    | Groupe IV   | 481                         | 792                       | 1950            |
| Îles Caïmans                     | Cayman Islands Equestrian Federation                                                          | Groupe IV   | 2                           | 3                         | 2004            |
| Chili                            | Federación Ecuestre de Chile                                                                  | Groupe VI   | 208                         | 322                       | 1935            |
| Chine                            | Chinese Equestrian Association                                                                | Groupe VIII | 392                         | 577                       | 1983            |
| République démocratique du Congo | Federation Congolaise des Sports Equestres                                                    | Groupe IX   | 2                           | 6                         | 1980            |
| Colombie                         | Federación Ecuestre de Colombia                                                               | Groupe V    | 139                         | 71                        | 1947            |
| Costa Rica                       | Federación Ecuestre de Costa Rica                                                             | Groupe V    | 27                          | 37                        | 1973            |
| Croatie                          | Croatian Equestrian Federation                                                                | Groupe I    | 66                          | 90                        | 1992            |
| Cuba                             | Federación Ecuestre Cubana                                                                    | Groupe V    | 3                           | 0                         | 1937            |
| Chypre                           | Cyprus Equestrian Federation                                                                  | Groupe I    | 9                           | 13                        | 1982            |
| Tchéquie                         | Czech Equestrian Federation                                                                   | Groupe I    | 315                         | 643                       | 1927            |
| Danemark                         | Dansk Ride Forbund                                                                            | Groupe II   | 685                         | 1193                      | 1921            |
| République dominicaine           | Federación Dominicana de Deportes Ecuestres Inc.                                              | Groupe V    | 14                          | 12                        | 1979            |
| Équateur                         | Federación Ecuatoriana de Deportes Ecuestres                                                  | Groupe VI   | 61                          | 57                        | 1957            |
| Égypte                           | Egyptian Equestrian Federation                                                                | Groupe VII  | 110                         | 167                       | 1946            |
| Salvador                         | Federación Salvadoreña de Ecuestres                                                           | Groupe V    | 9                           | 10                        | 1972            |
| Espagne                          | Real Federación Hípica Española                                                               | Groupe I    | 1086                        | 1945                      | 1924            |
| Estonie                          | Equestrian Federation of Estonia                                                              | Groupe II   | 138                         | 239                       | 1992            |
| Éthiopie                         | Ethiopian Equestrian Association                                                              | Groupe IX   | 0                           | 0                         | 1994            |
| Finlande                         | The Equestrian Federation of Finland                                                          | Groupe II   | 347                         | 495                       | 1923            |
| France                           | Fédération française d'équitation                                                             | Groupe I    | 5262                        | 10243                     | 1921            |
| Grande-Bretagne                  | British Equestrian Federation                                                                 | Groupe II   | 2491                        | 5659                      | 1925            |
| Géorgie                          | National Equestrian Federation of Georgia                                                     | Groupe III  | 6                           | 5                         | 1999            |
| Allemagne                        | Deutsche Reiterliche Vereinigung                                                              | Groupe II   | 3487                        | 8723                      | 1927            |
| Grèce                            | Hellenic Equestrian Federation                                                                | Groupe I    | 129                         | 238                       | 1938            |
| Guatemala                        | Asociación Nacional de Ecuestres de Guatemala                                                 | Groupe V    | 79                          | 99                        | 1949            |
| Haïti                            | Fédération équestre haïtienne                                                                 | Groupe IV   | 1                           | 0                         | 1999            |
| Hong Kong                        | Hong Kong Equestrian Federation                                                               | Groupe VIII | 37                          | 74                        | 1978            |
| Honduras                         | Federación Ecuestre de Honduras                                                               | Groupe V    | 17                          | 21                        | 1985            |
| Hongrie                          | Hungarian Equestrian Federation                                                               | Groupe I    | 372                         | 793                       | 1927            |
| Indonésie                        | Pp. Pordasi - The Indonesian Sporthorse Society                                               | Groupe VIII | 36                          | 25                        | 1975            |
| Inde                             | Equestrian Federation of India                                                                | Groupe VIII | 352                         | 54                        | 1971            |
| Iran                             | Equestrian Federation of The Islamic Republic of Iran                                         | Groupe III  | 109                         | 166                       | 1959            |
| Irlande                          | Horse Sport Ireland                                                                           | Groupe II   | 673                         | 1273                      | 1931            |
| Irak                             | Equestrian Federation of Iraq                                                                 | Groupe VII  | 10                          | 2                         | 2005            |
| Islande                          | The Equestrian Association of Iceland                                                         | Groupe II   | 0                           | 0                         | 1997            |
| Israël                           | Israel Equestrian Federation                                                                  | Groupe I    | 54                          | 40                        | 1986            |
| Îles Vierges des États-Unis      | Virgin Islands Equestrian Association                                                         | Groupe IV   | 2                           | 1                         | 1977            |
| Italie                           | Italian Equestrian Federation                                                                 | Groupe I    | 2844                        | 3895                      | 1921            |
| Jamaïque                         | Equestrian Federation of Jamaica                                                              | Groupe IV   | 5                           | 1                         | 1983            |
| Jordanie                         | Royal Jordanian Equestrian Federation                                                         | Groupe VII  | 79                          | 120                       | 1988            |
| Japon                            | Japan Equestrian Federation                                                                   | Groupe VIII | 147                         | 170                       | 1921            |
| Kazakhstan                       | Kazakhstan Equestrian Federation                                                              | Groupe III  | 19                          | 24                        | 1993            |
| Kenya                            | Horse Association of Kenya                                                                    | Groupe IX   | 0                           | 0                         | 1996            |
| Kirghizistan                     | The Equestrian Federation of The Kyrgyzstan Republic                                          | Groupe III  | 16                          | 22                        | 1993            |
| Corée du Sud                     | Korea Equestrian Federation                                                                   | Groupe VIII | 32                          | 49                        | 1952            |
| Arabie saoudite                  | Saudi Arabian Equestrian Federation                                                           | Groupe VII  | 519                         | 319                       | 1990            |
| Koweït                           | Kuwait Equestrian Federation                                                                  | Groupe VII  | 71                          | 17                        | 1980            |
| Lettonie                         | Latvian Equestrian Federation                                                                 | Groupe II   | 68                          | 108                       | 1992            |
| Libye                            | Libyan Arab Equestrian Federation                                                             | Groupe VII  | 11                          | 9                         | 1970            |
| Liban                            | Fédération équestre libanaise                                                                 | Groupe VII  | 15                          | 13                        | 1957            |
| Liechtenstein                    | Liechtensteiner Pferdesport- Verband                                                          | Groupe I    | 7                           | 18                        | 1984            |
| Lituanie                         | Lithuanian Equestrian Association                                                             | Groupe II   | 85                          | 185                       | 1992            |
| Luxembourg                       | Fédération Luxembourgeoise des sports équestres                                               | Groupe I    | 92                          | 221                       | 1956            |
| Madagascar                       | Federation des Sports Equestres de Madagascar                                                 | Groupe IX   | 1                           | 2                         | 2005            |
| Maroc                            | Federation Royale Marocaine des Sports Equestres                                              | Groupe VII  | 46                          | 93                        | 1958            |
| Malaisie                         | Equestrian Association of Malaysia                                                            | Groupe VIII | 80                          | 87                        | 1981            |
| Malawi                           | Malawi Equestrian Federation                                                                  | Groupe IX   | 0                           | 0                         | 2002            |
| Moldavie                         | Federatia Ecvestra A Republicii Moldova                                                       | Groupe III  | 2                           | 2                         | 1994            |
| Mexique                          | Federacion Ecuestre Mexicana                                                                  | Groupe V    | 320                         | 761                       | 1938            |
| Macédoine du Nord                | National Equestrian Federation of Fyromacedonia                                               | Groupe I    | 6                           | 14                        | 2004            |
| Malte                            | National Equestrian Federation of Malta                                                       | Groupe I    | 9                           | 2                         | 1999            |
| Monaco                           | Fédération équestre de la principauté de Monaco                                               | Groupe I    | 16                          | 81                        | 1995            |
| Maurice                          | Mauritian Equestrian Sports Federation                                                        | Groupe IX   | 9                           | 0                         | 1994            |
| Birmanie                         | Myanmar Equestrian Federation                                                                 | Groupe VIII | 0                           | 0                         | 1996            |
| Namibie                          | Namibian Equestrian Federation                                                                | Groupe IX   | 68                          | 103                       | 1992            |
| Nicaragua                        | Federacion Ecuestre de Nicaragua                                                              | Groupe V    | 0                           | 0                         | 1999            |
| Pays-Bas                         | Royal Dutch Equestrian Federation                                                             | Groupe II   | 1283                        | 3710                      | 1924            |
| Norvège                          | Norges Rytterforbund Norwegian Equestrian Federation                                          | Groupe II   | 779                         | 1252                      | 1921            |
| Nouvelle-Zélande                 | Equestrian Sports New Zealand                                                                 | Groupe VIII | 322                         | 490                       | 1951            |
| Oman                             | Oman Equestrian Federation                                                                    | Groupe VII  | 104                         | 125                       | 1986            |
| Pakistan                         | Equestrian Federation of Pakistan                                                             | Groupe VIII | 2                           | 0                         | 1982            |
| Panama                           | Organización Ecuestre de Panamá                                                               | Groupe V    | 9                           | 9                         | 1989            |
| Paraguay                         | Federación de Deportes Ecuestres Del Paraguay (Fedepa)                                        | Groupe VI   | 10                          | 4                         | 1980            |
| Pérou                            | Federación Peruana de Deportes Ecuestres                                                      | Groupe VI   | 27                          | 17                        | 1952            |
| Philippines                      | Equestrian Association of The Philippines                                                     | Groupe VIII | 6                           | 11                        | 1975            |
| Palestine                        | Palestine Equestrian Federation                                                               | Groupe VII  | 10                          | 2                         | 1999            |
| Pologne                          | Fédération équestre polonaise                                                                 | Groupe II   | 716                         | 1447                      | 1975            |
| Portugal                         | Federação Equestre Portuguesa                                                                 | Groupe I    | 412                         | 782                       | 1928            |
| Porto Rico                       | Federación Puertorriqueña de Deportes Ecuestres                                               | Groupe V    | 20                          | 14                        | 1964            |
| Qatar                            | Qatar Equestrian Federation                                                                   | Groupe VII  | 169                         | 276                       | 1982            |
| Roumanie                         | Fédération équestre roumaine                                                                  | Groupe I    | 99                          | 203                       | 1930            |
| Afrique du Sud                   | South African Equestrian Federation                                                           | Groupe IX   | 371                         | 464                       | 1947            |
| Russie                           | Federation of Equestrian Sports of Russia                                                     | Groupe III  | 667                         | 935                       | 1993            |
| Sénégal                          | Fédération sénégalaise des sports équestres                                                   | Groupe IX   | 2                           | 0                         | 1994            |
| Singapour                        | Equestrian Federation of Singapore                                                            | Groupe VIII | 15                          | 8                         | 1975            |
| Slovénie                         | Equestrian Federation of Slovenia                                                             | Groupe I    | 76                          | 136                       | 1992            |
| Saint-Marin                      | Federazione Ippica Sammarinese                                                                | Groupe I    | 4                           | 4                         | 1989            |
| Serbie                           | Federation For Equestrian Sport of Serbia For Olympic And Fei Disciplines of Equestrian Sport | Groupe I    | 29                          | 36                        | 2002            |
| Sri Lanka                        | Sri Lanka Equestrian Association                                                              | Groupe VIII | 1                           | 0                         | 2004            |
| Soudan                           | Sudan Equestrian Federation                                                                   | Groupe VII  | 0                           | 1                         | 1996            |
| Suisse                           | Fédération suisse des sports équestres                                                        | Groupe I    | 1036                        | 2476                      | 1923            |
| Slovaquie                        | Slovak Equestrian Federation                                                                  | Groupe I    | 262                         | 407                       | 1993            |
| Suède                            | Svenska Ridsportförbundet                                                                     | Groupe II   | 996                         | 1652                      | 1921            |
| Eswatini                         | Swaziland Equestrian Federation                                                               | Groupe IX   | 0                           | 0                         | 1999            |
| Syrie                            | Fédération arabe syrienne des sports équestres                                                | Groupe VII  | 59                          | 62                        | 1971            |
| Thaïlande                        | Thailand Equestrian Federation (Tef)                                                          | Groupe VIII | 62                          | 74                        | 1983            |
| Turkménistan                     | Turkmen Equestrian Federation                                                                 | Groupe III  | 2                           | 0                         | 1997            |
| Chinese Taipei                   | Chinese Taipei Equestrian Association                                                         | Groupe VIII | 22                          | 4                         | 1975            |
| Trinité-et-Tobago                | The Trinidad And Tobago Equestrian Association                                                | Groupe IV   | 0                           | 0                         | 1998            |
| Tunisie                          | Fédération tunisienne des sports équestres                                                    | Groupe VII  | 69                          | 77                        | 1961            |
| Turquie                          | Turkish Equestrian Federation                                                                 | Groupe I    | 64                          | 75                        | 1932            |
| Émirats arabes unis              | Emirates Equestrian Federation                                                                | Groupe VII  | 1531                        | 7797                      | 1985            |
| Ukraine                          | The Equestrian Federation of Ukraine                                                          | Groupe III  | 130                         | 211                       | 1993            |
| Uruguay                          | Federación Uruguaya de Deportes Ecuestres                                                     | Groupe VI   | 278                         | 493                       | 1960            |
| États-Unis                       | US Equestrian                                                                                 | Groupe IV   | 2682                        | 3918                      | 1921            |
| Ouzbékistan                      | Equestrian Federation of Uzbekistan                                                           | Groupe III  | 22                          | 41                        | 1993            |
| Venezuela                        | Federación Venezolana de Deportes Ecuestres                                                   | Groupe V    | 41                          | 68                        | 1947            |
| Yémen                            | Yemen Equestrian Federation                                                                   | Groupe VII  | 1                           | 0                         | 2007            |
| Zambie                           | Zambia National Equestrian Federation                                                         | Groupe IX   | 5                           | 2                         | 1981            |
| Zimbabwe                         | Zimbabwe Equestrian Federation                                                                | Groupe IX   | 15                          | 14                        | 1956            |

## Présidents
Liste des présidents :
- 1921-1927 :  Baron du Teil
- 1927-1929 :  Colonel G.J. Maris
- 1929-1931 :  Major J.K. Quarles van Ufford
- 1931-1935 :  Général Guy V. Henry
- 1935-1936 :  Général Max Frh. von Holzing-Bertstett
- 1936-1939 :  lt.-col. J.K. Quarles van Ufford
- 1939-1946 :  Magnus Rydman
- 1946-1954 :  Général baron Gaston de Trannoy (nl)
- 1954-1964 :  Bernard, prince des Pays-Bas
- 1964-1986 :  Prince Philip, duc d'Édimbourg
- 1986-1994 :  Anne, princesse royale du Royaume-Uni
- 1994-2006 :  L'infante Doña Pilar de Borbón
- 2006-2014 :  La princesse Haya bint al-Hussein de Jordanie
- Depuis 2014 :  Ingmar De Vos